# Maria Mottl
Maria Mottl (geboren als Mária Győrffy 22. Dezember 1906 in Budapest, Österreich-Ungarn; gestorben 21. September 1980 in Graz) war eine ungarisch-österreichische Paläontologin.

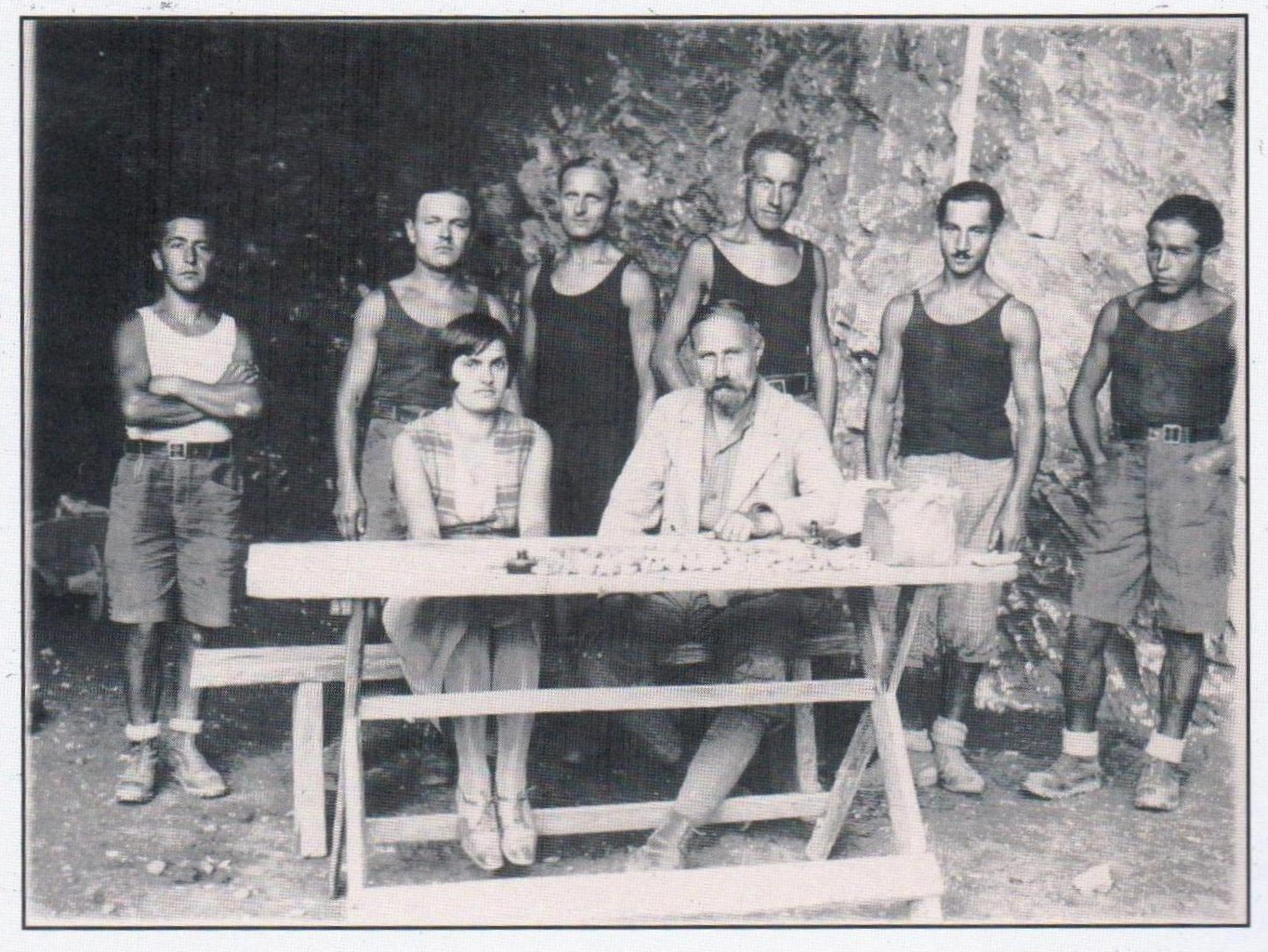
Mottl in der Suba-Höhle im Bükk

## Leben
Mária Győrffy studierte Geologie an der Universität Budapest und wurde 1932 promoviert. Mária Mottl arbeitete von 1930 bis 1944 an der Königlich Ungarischen Geologischen Anstalt und wurde zur Sektionsgeologin befördert. Sie arbeitete über Säugetiere des Jungtertiärs und Quartärs. Sie nahm an Explorationen mit Ottokár Kadić teil. Sie forschte 1938 in der Istállós-kő-Höhle, 1941 mit Hubert Kessler in den Höhlen der Virghis-Klamm in Siebenbürgen.
Nach dem Zweiten Weltkrieg ging Maria Mottl nach Österreich und wurde 1947 wissenschaftliche Mitarbeiterin des Bundesdenkmalamtes. Ab 1949 bis 1970 arbeitete sie als Paläontologin und Kustodin am Landesmuseum Joanneum in Graz und forschte in der Steiermark.

## Schriften (Auswahl)
Hier nur deutschsprachige Titel, diese Schriften sind zum Teil zweisprachig ungarisch-deutsch.
- Die Fauna der Bervavölgyer Höhlung mit besonderer Berücksichtigung des ungarischen Magdalénien. Földtani Közlöny, 1936, S. 148–157.
- Faunen, Flora und Kultur des ungarischen Solutréen. Quartär, Berlin 1938, S. 36–54.
- Die mittelpliozäne Säugetierfauna von Gödöllö bei Budapest. Königlich ungarische Geologische Anstalt, Budapest 1939.
- Untersuchungen an Pannonictis-Extremitäten. Königlich ungarische Geologische Anstalt, Budapest 1941, S. 39–72.
- Die Interglazial- und Interstadialzeiten im Lichte der ungarischen Säugetierfauna. Königlich ungarische Geologische Anstalt, Budapest 1941, S. 75–112.
- Einige Betrachtungen über das Klima des ungarischen Moustérien im Spiegel seiner Fauna. In: Annales Historico-naturales Musei Nationalis Hungarici. 1942, S. 119–129.
- Beiträge zur Säugetierfauna der ungarischen alt- und jung-pleistozänen Flußterrassen. Königlich ungarische Geologische Anstalt, Budapest 1942, S. 66–125.
- Die Repolusthöhle bei Peggau (Steiermark) und ihre eiszeitlichen Bewohner. In: Archaeologia Austriaca. Heft 8, 1951.
- mit Karl Murban: Eiszeitforschungen des Joanneums in Höhlen der Steiermark. In: Mitteilungen der Abteilung Geologie Paläontologie und Bergbau am Joanneum. Graz 1953, S. 1–58.
- Hipparion-Funde der Steiermark. Dorcatherium im Unterpliozän der Steiermark. In: Mitteilungen der Abteilung Geologie Paläontologie und Bergbau am Joanneum. Graz 1954, S. 43–71 (zobodat.at [PDF]).
- Bericht über die neuen Menschenaffenfunde aus Österreich, von St. Stefan im Lavanttal, Kärnten. In: Carinthia II. Band 67, 1957, S. 39–84, Volltext.[1]
- Bärenphylogenese in Südost-Österreich : mit bes. Berücks. d. neuen Grabungsmaterials aus Höhlen d. mittelsteir. Karstes. In: Mitteilungen der Abteilung Geologie Paläontologie und Bergbau am Joanneum. Graz 1964, S. 1–55 (zobodat.at [PDF]).
- Bedeutende Proboscidier-Neufunde aus dem Altpliozän (Pannonien) Südost-Österreichs. Springer, Wien 1969.
- Die jungtertiären Säugetierfaunen der Steiermark, Südost-Österreich. In: Mitteilungen der Abteilung Geologie Paläontologie und Bergbau am Joanneum. Band 31, Graz 1970, S. 1–85 (zobodat.at [PDF]).